# Ogród zoologiczny w Rydze
Ogród zoologiczny w Rydze – ogród zoologiczny założony w 1912 roku w Rydze. Ogród ma powierzchnię 16,4 ha, zamieszkuje go 3270 zwierząt z 486 gatunków. Ogród jest członkiem stowarzyszenia EAZA.